# Igreja de Atsquri

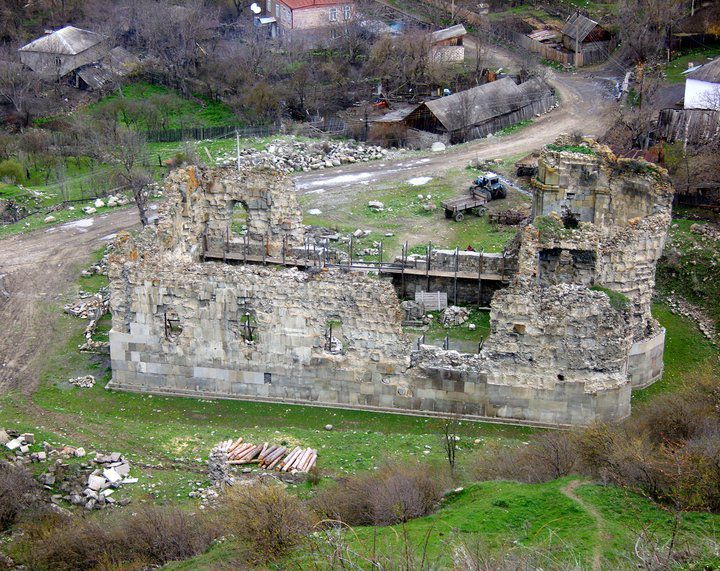
Ruínas da igreja

A igreja da Assunção de Atsquri (em georgiano:  აწყურის ღვთისმშობლის მიძინების სახელობის ტაძარი) ou igreja Atsquri é uma catedral medieval em ruínas na vila de Atsquri, município de Akhaltsikhe, no centro-sul Mesquécia-Javaquécia região, na Geórgia. Originalmente construída entre os séculos X e XI, foi reconstruída pouco depois do terremoto destrutivo de 1283. Era uma igreja de domos cruzados com três absides pendentes no leste. Do que foi uma das maiores catedrais da Geórgia em sua época, apenas as paredes arruinadas sobreviveram até o século XXI. Em 2016, foi lançado um projeto completo de restauração. Está inscrita na lista de monumentos culturais de importância nacional da Geórgia.

## Localização
A igreja fica no sopé de uma pequena colina na margem direita do rio Kura. Dois níveis de construção podem ser distinguidos, o primeiro remonta aos séculos X e XI, enquanto o próximo corresponde aos séculos XIII e XIV.

## História recente

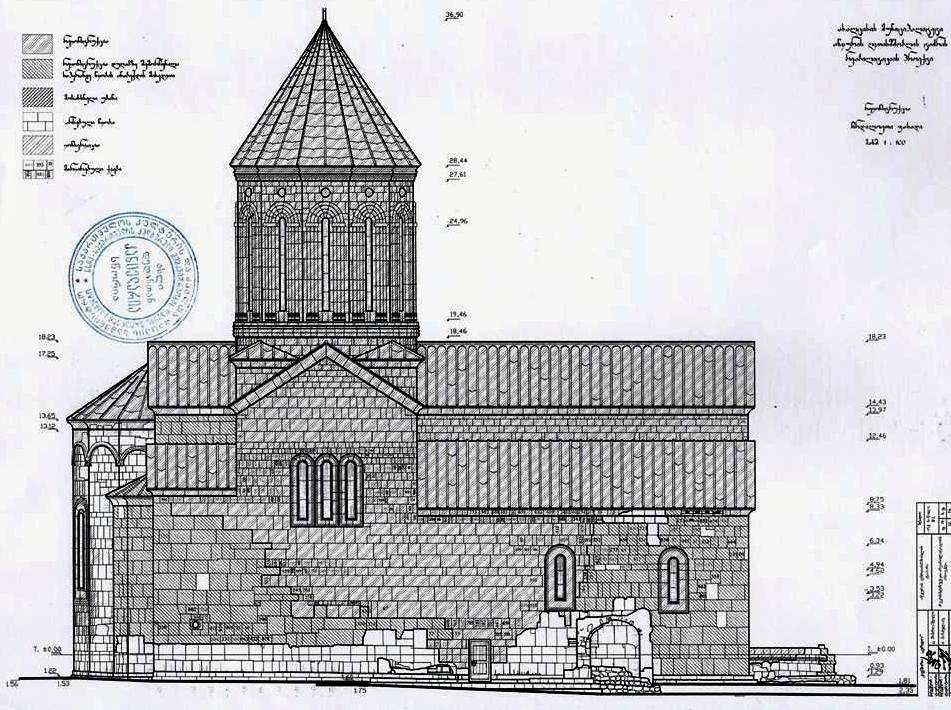
Plano de restauração aprovado em 2015.

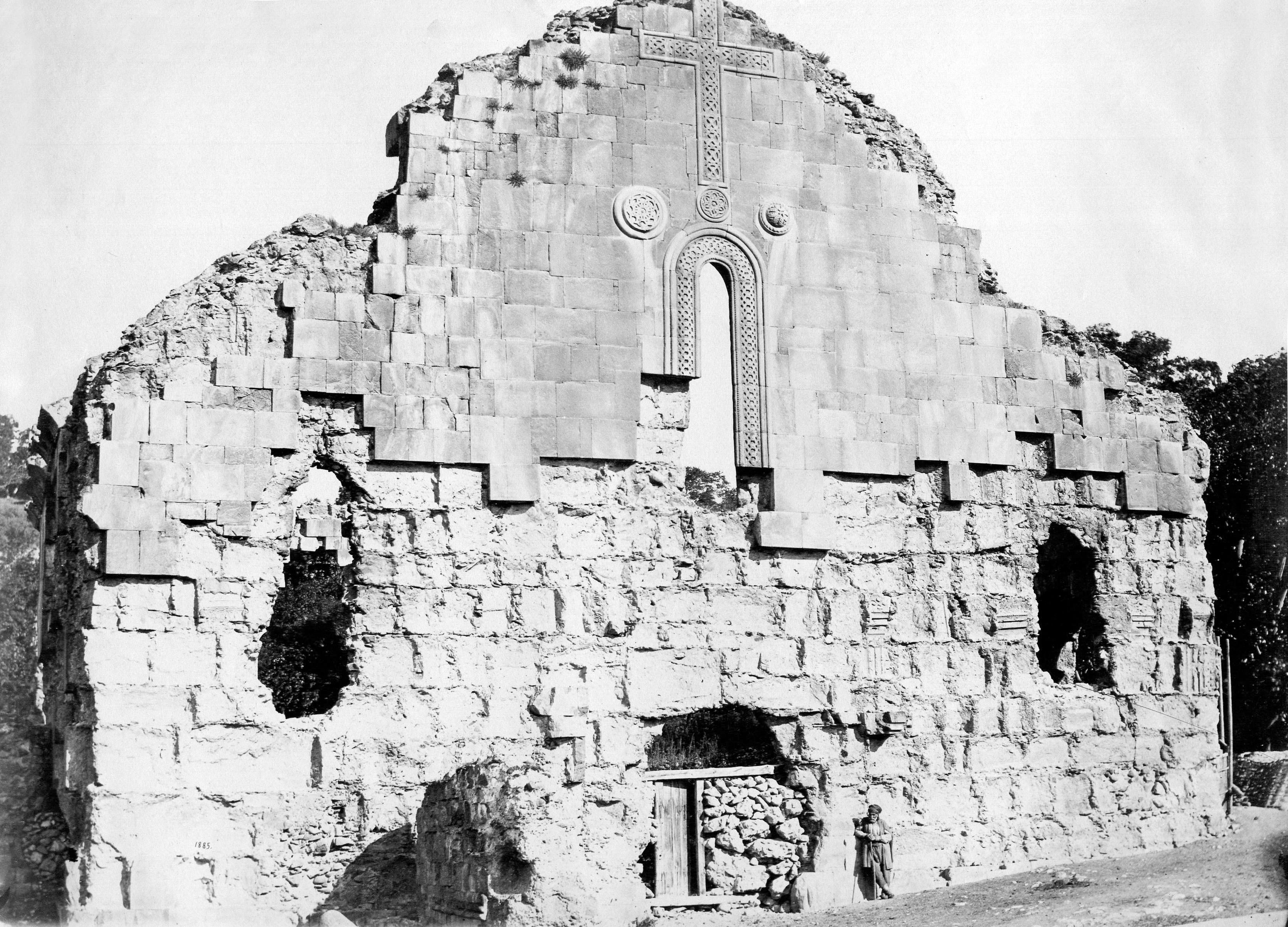
Ruínas da fachada ocidental em 1885.

Após a conquista otomana de Samtskhe em 1578 e o advento do Islã, a igreja caiu em desuso até o seu colapso final, após uma série de terremotos e séculos de guerra e abandono no início do século XIX.
Durante os últimos anos da União Soviética, na década de 1990, um interesse ressurgiu na herança cristã de Atsquri, impulsionada por grupos de estudantes voluntários. Uma série de estudos arqueológicos foram realizados nos anos seguintes e o governo georgiano lançou um projeto de restauração em grande escala em 2016, com o objetivo de completar a reconstrução da igreja.

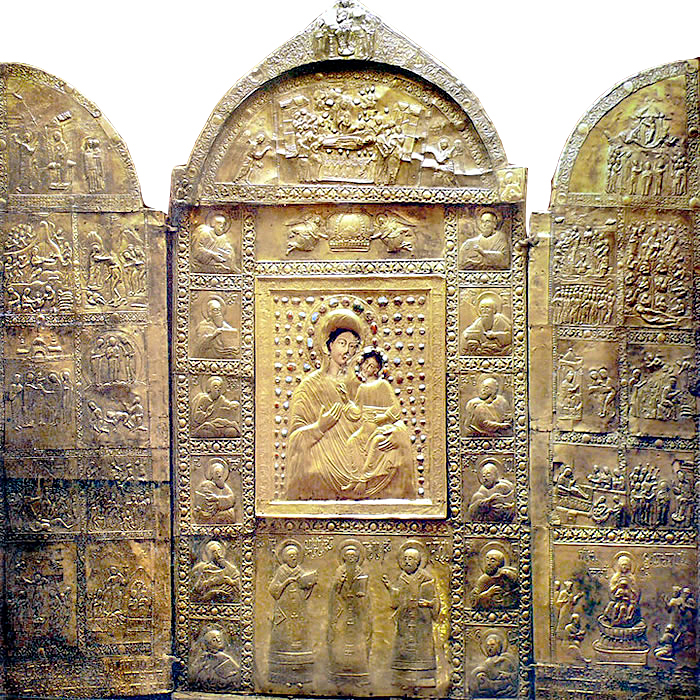
Ícone na Igreja de Atskuri